# Baščeluci
Baščeluci (Servisch cyrillisch: Башчелуци) is een plaats in de Servische gemeente Loznica. De plaats telt 980 inwoners (2002).